# Actinoschoenus
Actinoschoenus Benth. é um género botânico pertencente à família Cyperaceae.

## Principais espécies
- Actinoschoenus chinensis Benth.
- Actinoschoenus erinaceus (Ridl.) Raymond
- Actinoschoenus filiformis Benth.
- Actinoschoenus humbertii Cherm.
- Actinoschoenus repens Raynal
- Actinoschoenus thouarsii Benth.